# Infinity Pool
Infinity Pool (bra: Piscina Infinita) é um longa-metragem canadense-croata-húngaro de ficção científica e horror lançado em 2023 escrito e dirigido por Brandon Cronenberg, estrelando Alexander Skarsgård, Mia Goth e Cleopatra Coleman. O filme segue um escritor com dificuldades criativas e sua esposa durante suas férias e que, após um acidente, descobrem uma cultura sombria do país.
Cronenberg começou a desenvolver o projeto em 2019, com a produção posteriormente sendo adiada para 2021. Grande parte do elenco se juntou ao projeto naquele ano e as filmagens ocorreram principalmente em Šibenik, na Croácia. Infinity Pool estreou no Festival de Cinema de Sundance de 2023 em 22 de janeiro de 2023 e foi lançado nos cinemas no Canadá em 27 de janeiro de 2023, pela Elevation Pictures. O filme recebeu críticas geralmente positivas da crítica, com elogios à atmosfera e à direção de Cronenberg.

## Elenco
- Alexander Skarsgård como James Foster
- Mia Goth como Gabi Bauer
- Cleopatra Coleman como Em Foster
- Jalil Lespert como Alban Bauer
- Thomas Kretschmann como Detective Thresh
- Amanda Brugel como Jennifer
- Caroline Boulton como Bex
- John Ralstonn como Dr. Bob Modan
- Jeffrey Ricketts como Charles

## Produção
Brandon Cronenberg escreveu o roteiro original de Infinity Pool com a intenção de dirigir o filme. Ele desenvolveu a história a partir de experiências reais que teve em férias insatisfatórias e uma história de ficção científica sobre matar clones que estava escrevendo. Em maio de 2019, uma coprodução internacional foi estabelecida entre Canadá, Hungria e França. As filmagens estavam programadas para começar no final de 2019. Em novembro de 2020, os locais de filmagem na Croácia e na Hungria foram selecionados, mas a produção foi adiada para 2021. Em junho de 2021, foi anunciado que a distribuição seria feita pela Elevation Pictures no Canadá e Neon nos Estados Unidos.

### Elenco
Em junho de 2021, foi revelado que Alexander Skarsgård estrelaria o papel principal. Quando as filmagens começaram, anúncios adicionais de elenco incluíam Mia Goth, Thomas Kretschmann, Amanda Brugel, Caroline Boulton, John Ralston, Jeff Ricketts, Jalil Lespert e Roderick Hill.

### Filmagens
As filmagens levaram cinco semanas, começando em 6 de setembro de 2021, no resort Amadria Park em Šibenik, Croácia. Após doze dias de filmagem, a produção mudou-se para Budapeste, Hungria, onde as filmagens foram concluídas. A pós-produção ocorreu em Toronto, no Canadá, e concluída no segundo semestre de 2022.

## Lançamento
Infinity Pool estreou no Festival de Cinema de Sundance de 2023 e foi lançado pela Elevation Pictures no Canadá em 27 de janeiro de 2023. A estreia europeia do filme foi realizada no 73º Festival Internacional de Cinema de Berlim, na seção Berlinale Special. Sua chegada ao VOD ocorreu no dia 14 de Fevereiro de 2023.

## Recepção

### Bilheteria
Infinity Pool arrecadou US$ 1,1 milhão em 1.835 cinemas em seu primeiro dia de lançamento. Ele estreou com US$ 2,7 milhões, terminando em oitavo lugar nas bilheterias e superando a bilheteria vitalícia do lançamento de 2022 do pai do diretor, David Cronenberg, Crimes of the Future ($ 2,4 milhões). Ele saiu do top dez de bilheteria em seu segundo fim de semana com US$ 900.000.

### Resposta da Crítica
No site agregador de resenhas Rotten Tomatoes, o filme detém uma taxa de aprovação de 86% com base em 163 resenhas, com uma classificação média de 7,1/10. O consenso crítico do site diz: "Águas turbulentas, mesmo para nadadores fortes, Infinity Pool oferece um retiro visceral e completo da perversão de Cronenberg para aqueles que desejam escapar de obras comerciais". No Metacritic, o filme tem uma pontuação média ponderada de 72 em 100 com base em 37 críticos, indicando "críticas geralmente favoráveis". O público consultado pelo CinemaScore deu ao filme uma nota média de "C–" em uma escala de A+ a F, enquanto os entrevistados pelo PostTrak deram uma pontuação positiva de 52%, com 28% afirmando que definitivamente o recomendariam.
Avaliando Infinity Pool após sua estreia em Sundance, David Fear, da Rolling Stone, descreveu o filme como sendo atado com "uma raiva, uma vantagem e uma sensibilidade satírica distorcida que parece única e enervante o suficiente para matar conversas sobre família", elogiando Cronenberg roteiro e direção, bem como as atuações principais. O filme é uma escolha do crítico do New York Times, com Jeannette Catsoulis escrevendo: "Surreal, sofisticado e às vezes repugnante, Infinity Pool sugere que, embora o velho Cronenberg possa estar obcecado com a desintegração de nossos corpos, seu filho está mais preocupado com a destruição de nossas almas". Esther Zuckerman, da Vanity Fair, elogiou as atuações do elenco (particularmente as góticas), mas no geral foi mista no filme, afirmando que é "provocativo com retorno questionável".
Comparando o filme com Possessor em uma crítica positiva do Los Angeles Times, Katie Walsh escreveu que Infinity Pool "é maior em escopo do que seu antecessor, a narrativa é mais grandiosa, mais nítida, mais engraçada e mais perversamente perversa". Meagan Navarro, do Bloody Disgusting, também deu uma crítica positiva ao filme, escrevendo: "O senso de estilo de Cronenberg, combinado com uma sensação implacável de pavor e tensão e duas pistas totalmente cativantes e depravadas garantem que vale a pena mergulhar nessas águas provocativas."

Em uma crítica negativa, Michael O'Sullivan, do The Washington Post, afirmou que o filme tem um "enredo de revirar os olhos" e que Cronenberg herdou alguns dos piores excessos de seu pai: violência fetichista e sexualização gratuita. Em outra crítica negativa do The Hollywood Reporter, David Rooney afirmou que o filme carece de substância e tem um enredo bobo. IndieWire descreveu o filme como superficial, frio e úmido.  Mae Abdulbaki, da Screen Rant, deu ao filme uma nota dois de cinco, sentindo que a história é confusa e carece de coesão. Reuben Baron do Looper observou que a tentativa do filme de fazer comentários culturais é superficial e que o filme dá poucos motivos para os espectadores se preocuparem com seus "personagens repugnantes", embora Baron tenha elogiado a atuação de Goth.

## Ligações Externas
- Infinity Pool. no IMDb.
- Infinity Pool (em inglês). no Box Office Mojo.